# Marcel Rubin
Marcel Rubin (Wenen, 7 juli 1905 - aldaar, 12 mei 1995) was een Oostenrijks componist.
Geboren verhuisde Rubin naar Parijs waar hij studeerde met Darius Milhaud. Hij woonde korte tijd in Mexico-Stad, en keerde na het eind van de Tweede Wereldoorlog terug naar Wenen.
Hij heeft onder andere tien symfonieën geschreven.
In 1970 wordt hij met de Grote Oostenrijkse Staatsprijs onderscheiden.